# Nakadžima G5N
Nakadžima G5N Šinzan (japonsky: 深山, česky: Horské úbočí) byl čtyřmotorový dálkový bombardovací letoun japonského císařského námořního letectva s dvojitými svislými ocasními plochami a příďovým zatahovacím podvozkem, vzniklý za druhé světové války. Spojenecké označení letadla znělo Liz.

## Vznik
Vznikl na podkladě specifikace 13-Ši, dané roku 1938 společnosti Nakadžima, která určovala požadavky na čtyřmotorový dálkový bombardér. Dolet letadla měl činit 5500 až 6500 km. Základem pro nový stroj se stal americký dopravní letoun DC-4E „Super Mainliner“, jehož prototyp zakoupila letecká společnost Nippon Koku K. K. v lednu 1939 pro své dálkové tratě. 
Firma Nakadžima použila z DC-4E křídlo, motorové gondoly, podvozek a některé detaily. Zcela nové konstrukce byl trup s menším průřezem a dvojité svislé ocasní plochy, které nahradily trojité amerického vzoru.

## Vývoj
Prototyp  Nakadžima G5N1 Šinzan poprvé vzlétl 8. dubna 1941. Další zdroje však uvádějí rovněž data prosinec 1939, 10. dubna 1941, nebo květen 1941. Poháněly jej čtyři dvouhvězdicové osmnáctiválce Nakadžima NK7A Mamoru 11 po 1375 kW se čtyřlistými vrtulemi. Na hřbetě trupu byla umístěna otočná střelecká věž s kanónem vzor 99 ráže 20 mm a identická zbraň byla rovněž v ocasním střelišti. Na přídi, v prosazení pod trupem a v bočních trupových střelištích bylo po jednom kulometu vzor 97 ráže 7,7 mm. Náklad pum byl obvykle 2000 kg, maximálně až 4000 kg. Osádka čítala 7 až 10 osob. Japonští konstruktéři se tak zakoupený stroj DC-4E snažili během čtyř prototypů zdokonalit, ale přestavba se jim nepovedla. Šinzan byl přetížený, jeho motory neměly potřebnou výškovost.
Proto byly roku 1942 vyrobeny další dva prototypy G5N2 se spolehlivějšími výškovými motory Micubiši Kasei 12 o výkonu po 1125 kW.
V roce 1942 byly první čtyři prototypy přestavěny na verzi G5N2-L Šinzan KAI Jusóki, u níž byla zrušena nepotřebná palebná postavení a letouny byly určeny jako přepravní a dopravní. V polovině roku 1944 zásobovaly japonskou posádku budující opevnění na ostrově Tinian.

## Specifikace (G5N1)

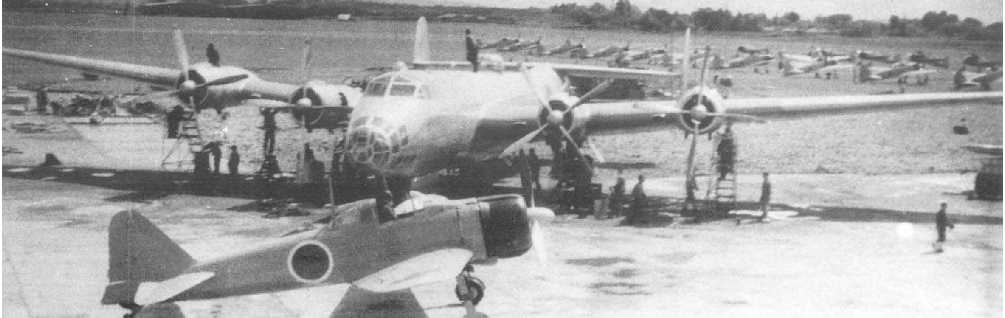
Nakadžima G5N Šinzan, v popředí letoun Micubiši A6M2

Údaje dle

### Technické údaje
- Osádka: 7–10
- Rozpětí: 42,17 m
- Délka: 31,01 m
- Výška: 7,67 m
- Nosná plocha: 201,80 m²
- Hmotnost prázdného letounu: 20 100 kg
- Maximální vzletová hmotnost: 32 000 kg
- Pohonná jednotka: 4 × vzduchem chlazený dvouhvězdicový motor Nakadžima NK7A Mamoru 11
- Výkon pohonné jednotky:
  - 1 394 kW (1 869 hp) (vzletový)
  - 1 193 kW (1 600 hp) (ve výšce 4 900 m)

### Výkony
- Maximální rychlost: 420 km/hod  (ve 4 000 m)
- Cestovní rychlost: 370 km/h (ve 4 000 m)
- Výstup na 2000 m: 5 min 17 s
- Praktický dostup: 9 050 m
- Dolet: 4 260 km

### Výzbroj
- 2 × 20mm kanón typu 99 (1 × hřbetní střelecká věž, 1 × ocasní střeliště)
- 4 × 7,7mm letecký kulomet typu 97 (příďové, spodní a 2 boční střeliště)
- max. 4 000 kg pum v trupové pumovnici